# Trobar ric
Trobar ric или богати стил био је начин поезије трубадура. 
Карактеристика овог стила биле су језичке акробације и виртуозност. Најистакнутији представник био је Арно Данијел. Иако га је брзо сменио trobar clus, играо је секундарну улогу уз trobar leu.